# Kopfweiden am Almkanal
Kopfweiden am Almkanal este o arie protejată (arie specială de conservare — SAC, sit de importanță comunitară — SCI) din Austria întinsă pe o suprafață de 2 ha, integral pe uscat.

## Localizare
Centrul sitului Kopfweiden am Almkanal este situat la coordonatele 47°46′N 13°02′E / 47.77°N 13.04°E.

## Înființare
Situl Kopfweiden am Almkanal a fost declarat sit de importanță comunitară în septembrie 2014 pentru a proteja 1 specie de animale. Situl a fost protejat și ca arie specială de conservare în martie 2016.

## Biodiversitate
Situată în ecoregiunea alpină, aria protejată nu include niciun habitat protejat.
La baza desemnării sitului se află o specie protejată de  nevertebrate: Osmoderma eremita.
Pe lângă speciile protejate, pe teritoriul sitului au mai fost identificate 3 specii de mamifere.